# Edvaldo Oliveira Chaves
Edvaldo Oliveira Chaves (* 4. August 1958 in Rio de Janeiro) ist ein ehemaliger brasilianischer Fußballspieler und Fußballtrainer.

## Karriere

### Verein
Pita begann seine Karriere bei FC Santos, wo er von 1977 bis 1984 spielte. 1985 folgte dann der Wechsel zu FC São Paulo. Er trug 1986 zum Gewinn der Campeonato Brasileiro bei. Danach spielte er bei Racing Straßburg (1988–1989), Guarani FC (1989–1990), Fujita Industries (1991–1992), Nagoya Grampus Eight (1993) und AA Internacional (Limeira) (1994). 1994 beendete er seine Spielerkarriere.

### Nationalmannschaft
Im Jahr 1980 debütierte Pita für die brasilianische Fußballnationalmannschaft. Er hat insgesamt sieben Länderspiele für Brasilien bestritten.

## Erfolge

### Als Spieler
Santos
- Staatsmeisterschaft von São Paulo: 1978

São Paulo
- Staatsmeisterschaft von São Paulo: 1985, 1987
- Campeonato Brasileiro: 1986

### Als Trainer
- Copa São Paulo Júnior: 2000